# Чебодаев, Михаил Николаевич
Чебодаев, Михаил Николаевич (псевдоним Михаил Одаев) (9 мая 1931 — 1995) — хакасский поэт, прозаик, переводчик, литературовед, член Союза писателей СССР.

## Биография
Михаил Чебодаев родился в улусе Усть-Киндирла (ныне Бейский район Хакасии) 9 мая 1931 года. Учился в педагогическом институте, откуда с третьего курса перевёлся в Литературный институт имени А. М. Горького. Работал в Хакасском книжном издательстве и в газете «Хакас чирі».

## Творчество
Первые произведения Чебодаева были напечатаны в 1950 году. Его перу принадлежат поэтические сборники «К большой дороге» (Улуг чолзар), «Всего хорошего» (Анымчох), «В лучах Октября» (Октябрь сузы). Проза Чебодаева представлена сборником рассказов «Крепин». Проза и поэзия соседствуют в его сборнике «Курганная степь» (Кургенніг чазы). Также он перевёл на хакасский язык ряд произведений А. С. Грибоедова, Я. Купалы, М. Ю. Лермонтова, В. В. Маяковского, Л. Н. Толстого. Произведения Чебодаева переведены на монгольский, русский, украинский и тувинский языки.